# Joana de Rocabertí
Joana de Rocabertí i d'Erill (segle XV) fou una dama empordanesa, de la família dels Rocabertí de Cabrenys, filla del senyor de Maçanet de Cabrenys Guillem Hug de Rocabertí i de Francesca d'Erill. Tenia tres germans, Dalmau de Rocabertí i d'Erill que fou l'hereu de la senyoria, fra Bernat Hug de Rocabertí, cavaller de l'orde de Sant Joan de Jerusalem i que amb el temps va arribar a ser castellà d'Amposta, i Pere de Rocabertí.
Joana de Rocabertí es casà amb Pere de Vilagut, senyor del castell de Sant Mori, que va morir el 1449 deixant-li l'herència a ella per manca de descendència i de família. Una de les propietats era la senyoria de Sant Mori. Joana va traspassar-la al seu germà Pere de Rocabertí a canvi de poder estar en el seu seguici, i així fou, ja que documentem Joana diverses vegades al costat del seu germà i la seva cunyada, Caterina d'Ortafà, així el 1453 totes dues reben una llicència del bisbe de Girona per tal de poder recollir almoines. El 1462 eren empresonades al castell de Sant Mori pel baró de Cruïlles, rebel del rei, i portades de Barcelona d'on van poder marxar un any després.